# باربرا فورست
باربرا كارول فورست (بالإنجليزية: Barbara Forrest) هي أستاذة فلسفة في جامعة جنوب شرق ولاية لويزيانا. هي أحد منتقدي التصميم الذكي ومعهد ديسكفري. وهي خريجة مدرسة ثانوية في هاموند. تلقت ليسانس لها باللغة الإنجليزية في عام 1974 من جامعة جنوب شرق ولاية لويزيانا، ودرجة الماجستير في الفلسفة في عام 1978 من جامعة ولاية لويزيانا، ودرجة الدكتوراه في الفلسفة من جامعة تولين في عام 1988. درست الفلسفة في جامعة جنوبي شرقي لويزيانا منذ عام 1988 وحاليا هي أستاذة للفلسفة في قسم التاريخ والعلوم السياسية.